# Hantay
Hantay est une commune française située dans le département du Nord (59), en région Hauts-de-France. Elle fait partie de la Métropole européenne de Lille.

## Géographie

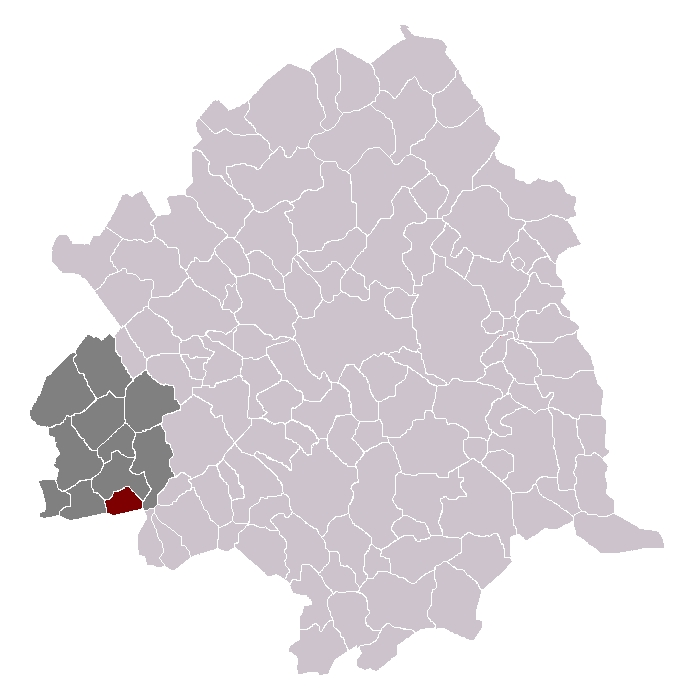
Hantay dans son canton et son arrondissement.

### Communes limitrophes
|        | Marquillies   |  |
| Salomé | Hantay        |  |
|        | Billy-Berclau |  |

### Hydrographie

#### Réseau hydrographique
La commune est située dans le bassin Artois-Picardie. Elle est drainée par la Libaude, le Courant Saint-Martin, le Hantay et un autre petit cours d'eau,.
La Libaude, d'une longueur de 10 km, prend sa source au sud de la commune de Fournes-en-Weppes coule globalement du nord-est vers le sud-ouest et se jette  dans le Courant Saint-Martin et le Flot de Wingles au sud de la commune de Marquillies, après avoir traversé six communes. 

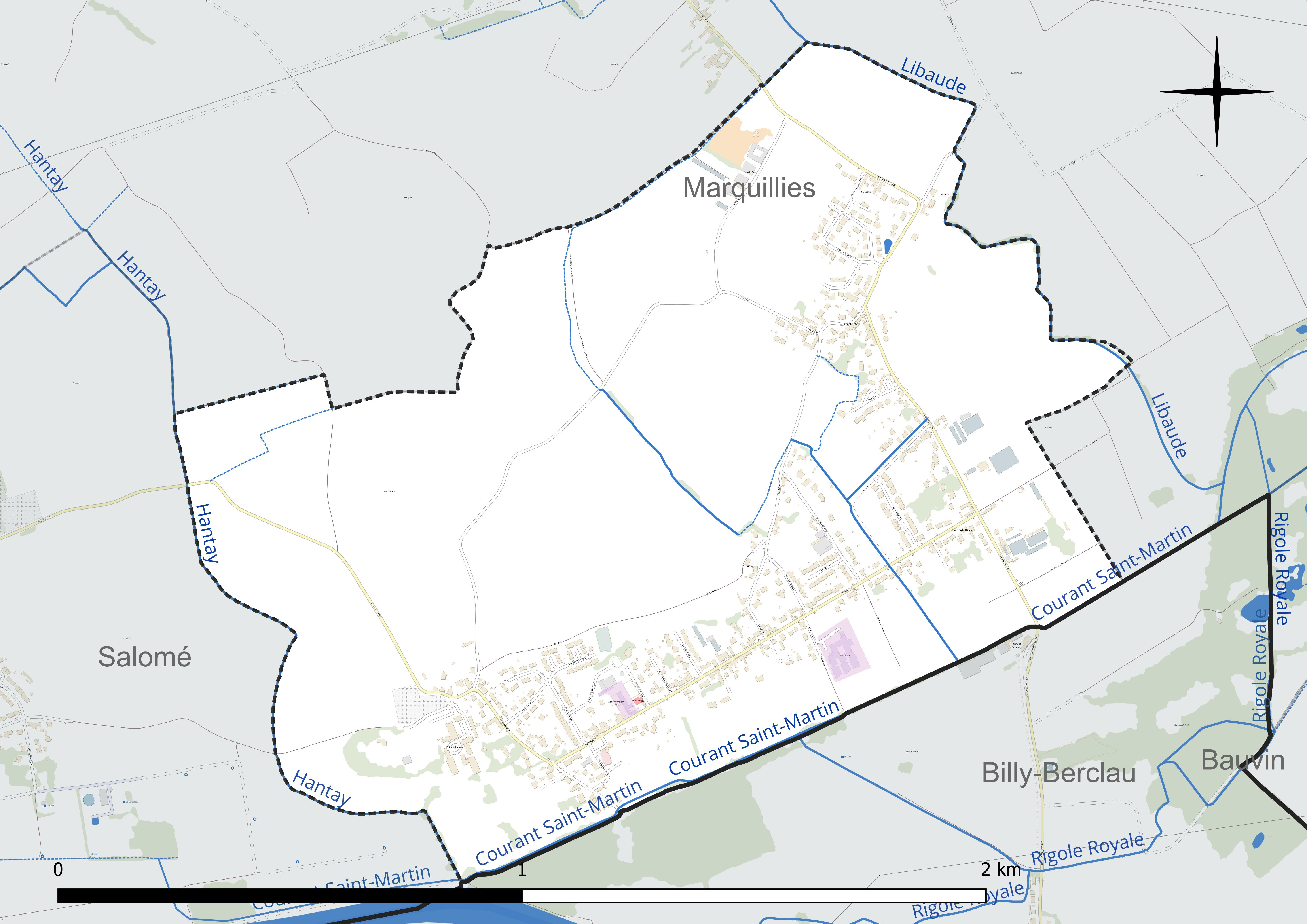
Réseau hydrographique d'Hantay.

#### Gestion et qualité des eaux
Le territoire communal est couvert par le schéma d'aménagement et de gestion des eaux (SAGE) « Marque Deûle ». Ce document de planification concerne un territoire de 1 120 km2 de superficie, délimité par les bassins versants de la Marque et de la Deûle, formant une vaste cuvette sédimentaire de 40 km de long et de 25 km de large, où la pente est très faible. Le périmètre a été arrêté le 2 décembre 2005 et le SAGE proprement dit a été approuvé le 9 mars 2020. La structure porteuse de l'élaboration et de la mise en œuvre est la Métropole européenne de Lille. 
La qualité des cours d'eau peut être consultée sur un site dédié géré par les agences de l'eau et l'Agence française pour la biodiversité. 

### Climat
Pour des articles plus généraux, voir Climat des Hauts-de-France et Climat du Nord.
En 2010, le climat de la commune est de type climat océanique dégradé des plaines du Centre et du Nord, selon une étude du CNRS s'appuyant sur une série de données couvrant la période 1971-2000. En 2020, Météo-France publie une typologie des climats de la France métropolitaine dans laquelle la commune est exposée à un climat océanique et est dans la région climatique  Nord-est du bassin Parisien, caractérisée par un ensoleillement médiocre, une pluviométrie moyenne régulièrement répartie au cours de l'année et un hiver froid (3 °C). 
Pour la période 1971-2000, la température annuelle moyenne est de 10,6 °C, avec une amplitude thermique annuelle de 14,1 °C. Le cumul annuel moyen de précipitations est de 701 mm, avec 11,7 jours de précipitations en janvier et 9,3 jours en juillet. Pour la période 1991-2020, la température moyenne annuelle observée sur la station météorologique la plus proche, située sur la commune de Lesquin à 18 km à vol d'oiseau, est de 11,3 °C et le cumul annuel moyen de précipitations est de 740,0 mm,. Pour l'avenir, les paramètres climatiques de la commune estimés pour 2050 selon différents scénarios d'émission de gaz à effet de serre sont consultables sur un site dédié publié par Météo-France en novembre 2022.

## Urbanisme

### Typologie
Au 1er janvier 2024, Hantay est catégorisée ceinture urbaine, selon la nouvelle grille communale de densité à sept niveaux définie par l'Insee en 2022.
Elle appartient à l'unité urbaine de Marquillies, une agglomération intra-départementale regroupant trois  communes, dont elle est une commune de la banlieue,,. Par ailleurs la commune fait partie de l'aire d'attraction de Lille (partie française), dont elle est une commune de la couronne,. Cette aire, qui regroupe 201 communes, est catégorisée dans les aires de 700 000 habitants ou plus (hors Paris),.

### Occupation des sols
L'occupation des sols de la commune, telle qu'elle ressort de la base de données européenne d'occupation biophysique des sols Corine Land Cover (CLC), est marquée par l'importance des territoires agricoles (76,7 % en 2018), en diminution par rapport à 1990 (86,7 %). La répartition détaillée en 2018 est la suivante : 
terres arables (76,7 %), zones urbanisées (23,3 %). L'évolution de l'occupation des sols de la commune et de ses infrastructures peut être observée sur les différentes représentations cartographiques du territoire : la carte de Cassini (XVIIIe siècle), la carte d'état-major (1820-1866) et les cartes ou photos aériennes de l'IGN pour la période actuelle (1950 à aujourd'hui).

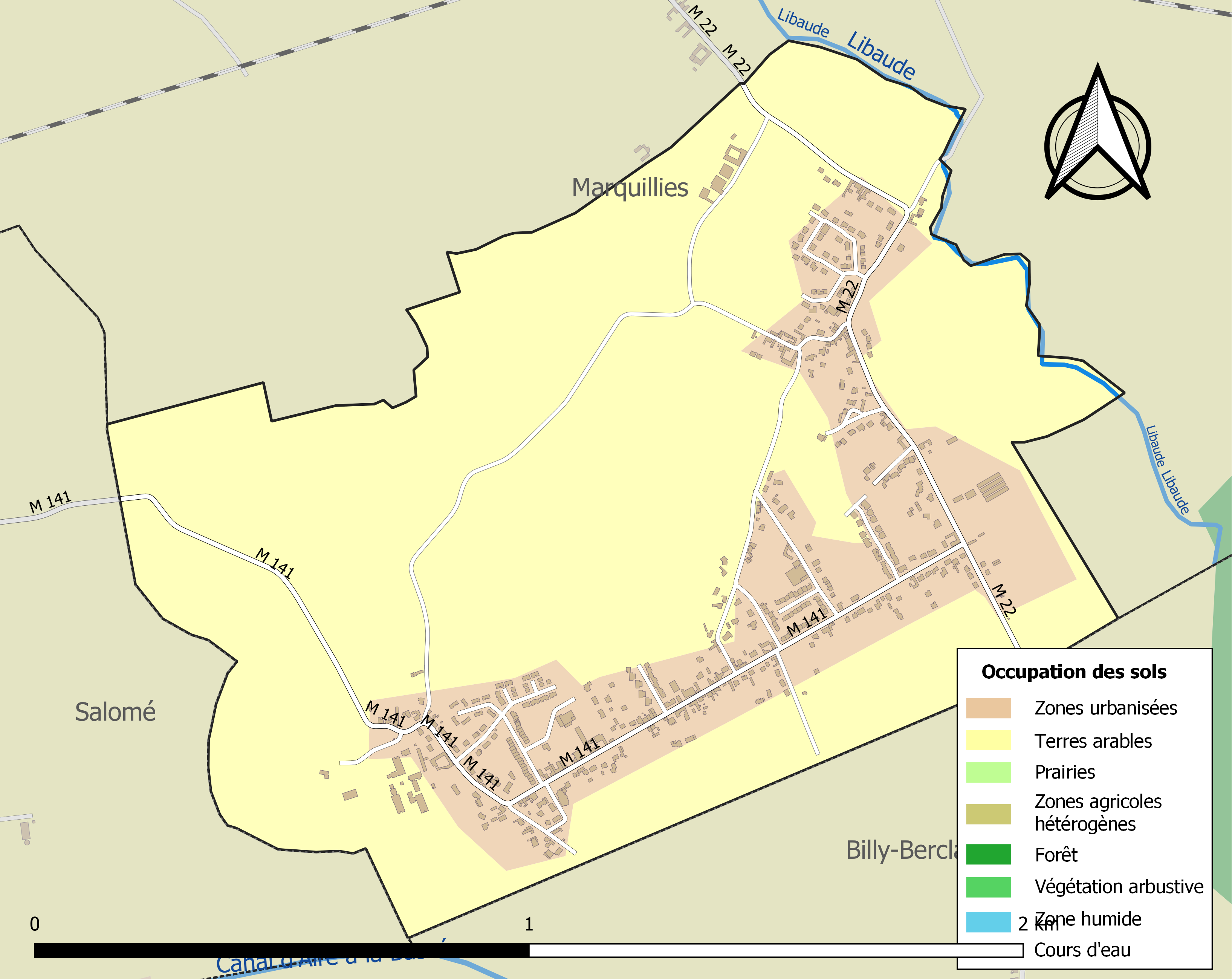
Carte des infrastructures et de l'occupation des sols de la commune en 2018 (CLC).

### Voies de communication et transports
La commune est desservie, en 2023, par les lignes 61, 928, 930 et par les lignes de transport à la demande 22R et 61R du réseau Ilévia.

## Toponymie
Noms anciens : Hantay, 1123, ch. de Robert, évêque d'Arras (cart. de St-Bertin). 1505. Hantay, obituaire d'Arras.

## Histoire
Hantay est un petit village du Nord très ancien. Au VIIIe siècle, les habitants d'Hantay parlaient un « proto-flamand » puisque la frontière linguistique s'est progressivement élevée, plus au nord, pendant le Xe siècle.
Il est enfin connu indirectement pour un fait remontant à la fin du VIIIe siècle, une conséquence de ces longues guerres qui opposèrent régulièrement l'Empereur franc Charlemagne à ses voisins immédiats, plus au Nord, les très turbulents Saxons. Parvenant enfin à les dominer, il prit soin de les déporter en des lieux très éloignés les uns des autres ; certains se retrouvèrent ainsi à Hantay. Ils y creusèrent un canal pour l'écoulement des eaux.
Le nom d'Hantay vient de ce canal et apparait en 1123. Le village subit plusieurs sièges en 1304, 1478 et dans la première moitié du XVIIe siècle. Le village est pratiquement laissé à l'abandon et subit une nouvelle destruction lors de la Première Guerre Mondiale.
Traditionnellement, cette commune faisait partie de la Flandre romane.

## Politique et administration
Maire de 1802 à 1807 : P. F. S. J. Parent,.

Maire en 1881 : Parent.
| Période                                  | Période      | Identité        | Étiquette | Qualité                          |
| ---------------------------------------- | ------------ | --------------- | --------- | -------------------------------- |
| décembre 2003                            | juillet 2017 | Désirée Duhem   | PS        |                                  |
| 2020                                     | En cours     | Jacques Montois | Horizons  | Chargé d'opérations immobilières |
| Les données manquantes sont à compléter. |              |                 |           |                                  |

### Instances judiciaires et administratives
La commune relève du tribunal d'instance de Lille, du tribunal de grande instance de Lille, de la cour d'appel de Douai, du tribunal pour enfants de Lille, du tribunal de commerce de Tourcoing, du tribunal administratif de Lille et de la cour administrative d'appel de Douai.

## Population et société

### Démographie

#### Évolution démographique
L'évolution du nombre d'habitants est connue à travers les recensements de la population effectués dans la commune depuis 1793. Pour les communes de moins de 10 000 habitants, une enquête de recensement portant sur toute la population est réalisée tous les cinq ans, les populations de référence des années intermédiaires étant quant à elles estimées par interpolation ou extrapolation. Pour la commune, le premier recensement exhaustif entrant dans le cadre du nouveau dispositif a été réalisé en 2005.

En 2022, la commune comptait 1 249 habitants, en évolution de −4,14 % par rapport à 2016 (Nord : +0,51 %, France hors Mayotte : +2,11 %).
| 1793 | 1800 | 1806 | 1821 | 1831 | 1836 | 1841 | 1846 | 1851 |
| ---- | ---- | ---- | ---- | ---- | ---- | ---- | ---- | ---- |
| 343  | 334  | 373  | 368  | 437  | 472  | 460  | 445  | 417  |

| 1856 | 1861 | 1866 | 1872 | 1876 | 1881 | 1886 | 1891 | 1896 |
| ---- | ---- | ---- | ---- | ---- | ---- | ---- | ---- | ---- |
| 420  | 465  | 540  | 544  | 557  | 575  | 550  | 534  | 524  |

| 1901 | 1906 | 1911 | 1921 | 1926 | 1931 | 1936 | 1946 | 1954 |
| ---- | ---- | ---- | ---- | ---- | ---- | ---- | ---- | ---- |
| 548  | 542  | 486  | 418  | 425  | 389  | 367  | 402  | 453  |

| 1962 | 1968 | 1975 | 1982 | 1990 | 1999 | 2005 | 2006 | 2010  |
| ---- | ---- | ---- | ---- | ---- | ---- | ---- | ---- | ----- |
| 432  | 447  | 390  | 519  | 721  | 885  | 967  | 962  | 1 046 |

| 2015  | 2020  | 2022  | - | - | - | - | - | - |
| ----- | ----- | ----- | - | - | - | - | - | - |
| 1 284 | 1 269 | 1 249 | - | - | - | - | - | - |

#### Pyramide des âges
La population de la commune est relativement jeune.
En 2018, le taux de personnes d'un âge inférieur à 30 ans s'élève à 38,5 %, soit en dessous de la moyenne départementale (39,5 %). À l'inverse, le taux de personnes d'âge supérieur à 60 ans est de 15,2 % la même année, alors qu'il est de 22,5 % au niveau départemental.
En 2018, la commune comptait 612 hommes pour 680 femmes, soit un taux de 52,63 % de femmes, légèrement supérieur au taux départemental (51,77 %).
Les pyramides des âges de la commune et du département s'établissent comme suit.
| Hommes | Classe d’âge | Femmes |
| ------ | ------------ | ------ |
| 0,0    | 90 ou +      | 0,3    |
| 2,9    | 75-89 ans    | 3,7    |
| 11,5   | 60-74 ans    | 12,1   |
| 22,9   | 45-59 ans    | 20,8   |
| 24,4   | 30-44 ans    | 24,4   |
| 16,2   | 15-29 ans    | 14,8   |
| 22,1   | 0-14 ans     | 24,0   |

| Hommes | Classe d’âge | Femmes |
| ------ | ------------ | ------ |
| 0,5    | 90 ou +      | 1,4    |
| 5,3    | 75-89 ans    | 8,1    |
| 14,8   | 60-74 ans    | 16,2   |
| 19,1   | 45-59 ans    | 18,4   |
| 19,5   | 30-44 ans    | 18,7   |
| 20,7   | 15-29 ans    | 19,1   |
| 20,2   | 0-14 ans     | 18     |

### Cultes
Le territoire d'Hantay est intégré à la paroisse catholique Saint-Rémi-en-Weppes dont font également partie les communes de La Bassée (lieu du presbytère) et Salomé. L'abbé Romuald Carton en est son curé.
La paroisse se trouve sur le Doyenné des Weppes, qui fait lui-même partie du Diocèse de Lille.

## Culture locale et patrimoine

### Lieux et monuments
La précédente église Saint-Martin fut détruite pendant la Première Guerre mondiale. Elle fut donc reconstruite entre 1922 et 1928 par l'architecte lillois Fernand Dumont. De style néo-gothique, elle comporte une tour-porche, une nef à trois vaisseaux, un transept saillant et un chœur. Les vitraux, réalisés par le peintre verrier lillois Jules Largillier en 1927, figurent saint Martin et les apôtres. Elle renferme plusieurs statues du XVIIIe siècle qui ont pu être préservées, et un buste reliquaire de saint Fortunat.

### Personnalités liées à la commune

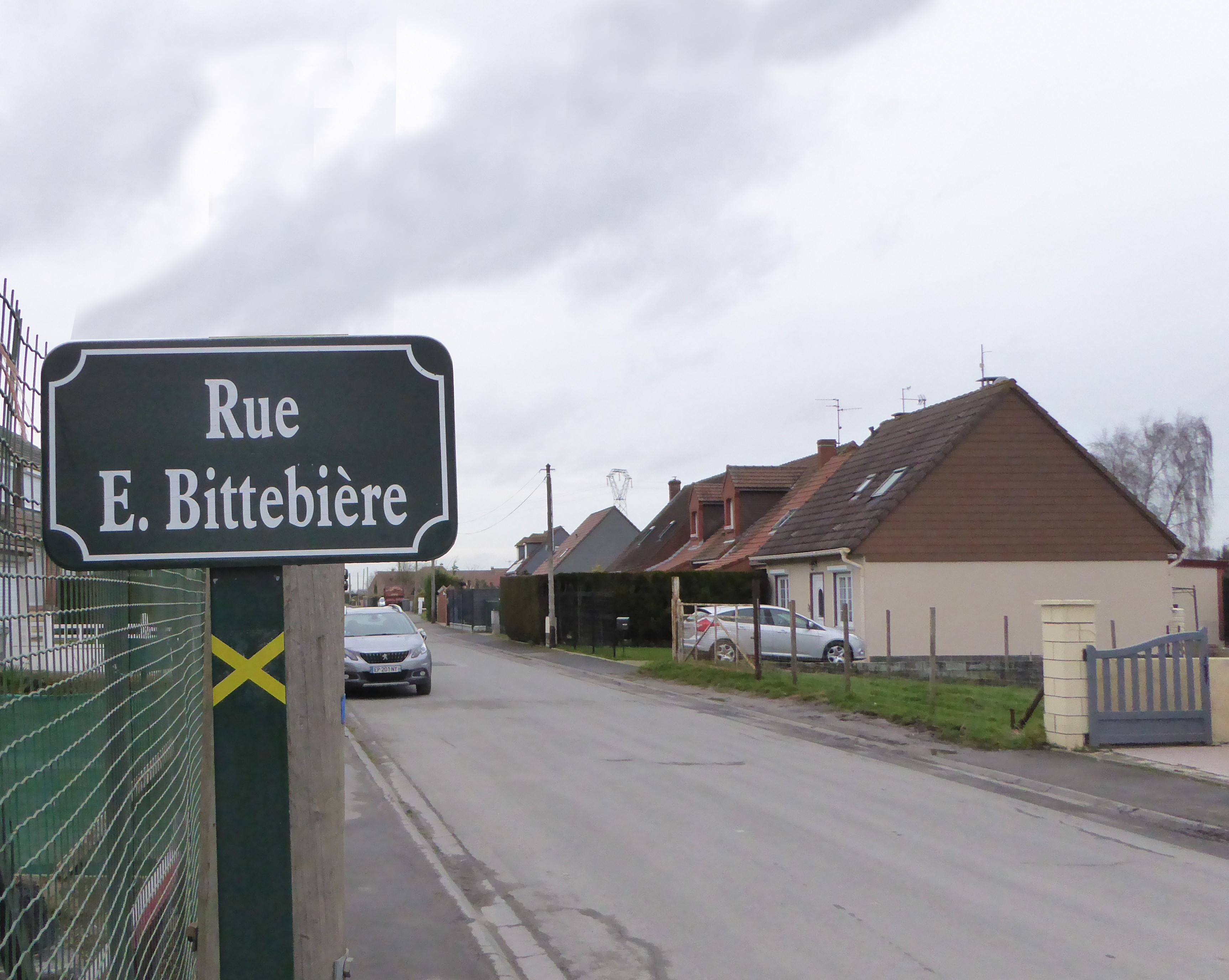
Hantay rue E. Bittebière

- Émile Bittebière : maire de la commune de 1945 à 1965, il est décédé en activité[29].

### Héraldique
|  | Les armes de Hantay se blasonnent ainsi :"D'argent à trois fasces de gueules, à la bordure d'azur." |